# Det japanske Stillehavsmandat
Det japanske Stillehavsmandat (japansk: 南洋庁, Nan'yō-chō, ’Sydhavsarkipelagen’) var et japansk forvaltningsområde (mandatområde under Folkeforbundet) i Stillehavet 1919–1947. Det omfattede følgende øområder i Mikronesien:
- Karolinerne med:
  - Palau
  - Mikronesien
- Marianerne med nuværende
  - Nordmarianerne samt Guam
- Marshalløerne

## Historie
Området, som tidligere havde været en del af Tysk Ny Guinea, dannedes den 28. juni 1919 da Japan fik et forvaltningsmandat af Folkeforbundet ved Versaillesfreden; hovedsæde blev Chuuk.
Øerne var blevet besatte af Japan under 1. verdenskrig 1914 og forvaltedes først af den japanske flåde frem til den 17. december 1920, da folkeforbundsmandatet begyndte og en civil forvaltning overtog. I juli 1921 flyttedes hovedsædet til Koror. Den 1. april 1922 omstruktureredes forvaltningen til Nan'yo-cho.
Området blev besat under 2. verdenskrig 1944 af USA, og forvaltningen overførtes til USA den 18. juli 1947 i det af FN nydannede Forvaltningsområde Stillehavsøerne.